# Déry Hugó

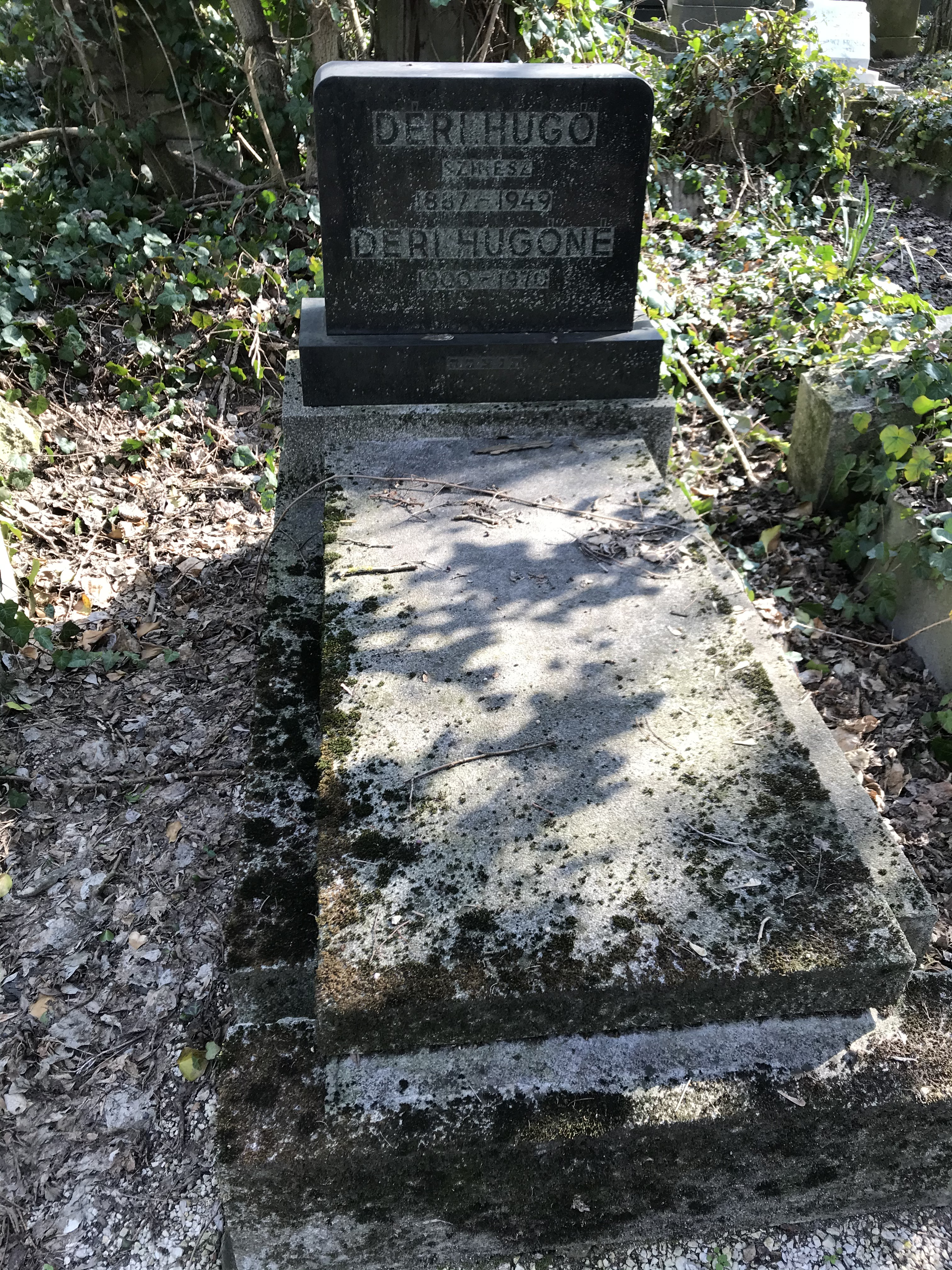
Sírja a Kozma utcai izraelita temetőben.

Déry Hugó, névvariáns: Déri Hugó, 1904-ig Klein (Szekszárd, 1887. május 6. – Budapest, Erzsébetváros, 1949. március 26.) színész, jellemkomikus.

## Élete
Klein József paksi születésű szabómester és Strausz Jozefa fia. Az első világháborúig bankhivatalnokként dolgozott, majd harcolt a háborúban. Ezt követően színésziskolát végzett. Pályáját 1922-ben Horváth Kálmánnál kezdte, akinek társulatával Csehszlovákia színpadain játszott. 1927–1928-ban az Új Színház, 1928–29-ben a Fővárosi Operettszínház, 1929–30-ban a Művész, 1931–32-ben a Városi Színház tagja volt. 1935-1936-ban a Royal Színház szerződtette. 1938-ban a Városi Színháznál legnagyobb sikerét a Cigányszerelem Mózsi kocsmárosának szerepében aratta. 1930-ban az Omnia és a New York Kabaréban is fellépett. 1939 és 1944 között a zsidótörvények miatt nem léphetett színpadra. 1945-től haláláig tagja volt a Fővárosi Operettszínháznak. A filmekben epizódszerepekben tűnt fel. Halálát vesezsugorodás okozta.

## Magánélete
Házastársa Fodor Katalin (szül. Fischer Karolina, Marosvásárhely, 1900. október 3. – Budapest, 1970. július 6.) a Vígszínház súgónője volt, akit 1924. szeptember 10-én Budapesten, a Terézvárosban vett nőül.

## Szerepei

### Színházi szerepei
- Lehár Ferenc: A drótostót – Güntler
- An-Ski: Dybuk – Második batlan
- Lehár Ferenc: Cigányszerelem – Mózsi kocsmáros
- Bíró Lajos: Hotel Imperial – Portás

### Filmszerepei
- A vén gazember (1932, magyar-német) - Szekszárdi úr, borügynök
- Aranyóra (1945)
- Könnyű múzsa (1947)